# Szenta
Szenta là một thị trấn thuộc hạt Somogy, Hungary. Thị trấn này có diện tích 64,47 km², dân số năm 2010 là 383 người, mật độ 6 người/km².